# パンタール島

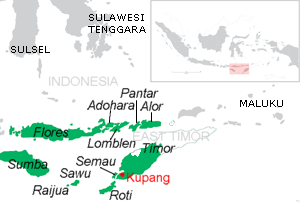
パンタール島は、アロール島の西隣にある。

パンタール島（インドネシア語Pulau PantarAlor）は、インドネシアの小スンダ列島の東端に位置するアロール諸島で2番目の大きさ島。
東ヌサ・トゥンガラ州アロール県に属している。東隣は、アロール島。その間に小さな島が点在する。西はパンタール海峡を挟みロンブレン島がある。南はオンバイ海峡を挟み72km先にティモール島がある。北はバンダ海に面している。
島にはバラヌサ、カビールという町がある。

## 地勢
島は南北50km、東西の幅が29km。面積は728平方km。比較的平坦であるが、南東の山地域では、最高点が標高900mの活火山シルン山がある。

## 産業
島のインフラは貧弱であり、住民は零細農業をしている。米、トウモロコシ、綿と海岸線に沿ってココナッツが取れる。家畜の飼育も行われる。沿岸地域では、住民が遠洋漁業をしている。農業以外では、楽器のろう染め、木彫、および製造が行われている。